# پرستوی صخره آفریقای جنوبی
پرستوی صخره آفریقای جنوبی (نام علمی: Petrochelidon spilodera) نام یک گونه از سرده پرستوهای صخره است.